# Скоттдейл (Пенсільванія)
Скоттдейл (англ. Scottdale) — місто (англ. borough) в США, в окрузі Вестморленд штату Пенсільванія. Населення — 4430 осіб (2020).

## Географія
Скоттдейл розташований за координатами 40°6′12″ пн. ш. 79°35′24″ зх. д. / 40.10333° пн. ш. 79.59000° зх. д. (40.103396, -79.589866).  За даними Бюро перепису населення США в 2010 році місто мало площу 3,00 км², уся площа — суходіл.

## Демографія
Згідно з переписом 2010 року, у селищі мешкали 4384 особи в 1953 домогосподарствах у складі 1192 родин. Густота населення становила 1462 особи/км².  Було 2144 помешкання (715/км²).
Расовий склад населення:
| - 97,7 % — білих - 0,9 % — чорних або афроамериканців - 0,1 % — корінних американців - 0,1 % — азіатів |

До двох чи більше рас належало 1,2 %. Частка іспаномовних становила 0,8 % від усіх жителів.
За віковим діапазоном населення розподілялося таким чином: 20,6 % — особи молодші 18 років, 60,3 % — особи у віці 18—64 років, 19,1 % — особи у віці 65 років та старші. Медіана віку мешканця становила 43,8 року. На 100 осіб жіночої статі у селищі припадало 91,6 чоловіків;  на 100 жінок у віці від 18 років та старших — 87,5 чоловіків також старших 18 років.
Середній дохід на одне домашнє господарство  становив 50 190 доларів США (медіана — 41 166), а середній дохід на одну сім'ю — 64 127 доларів (медіана — 56 044). Медіана доходів становила 42 353 долари для чоловіків та 30 981 долар для жінок. За межею бідності перебувало 12,5 % осіб, у тому числі 15,6 % дітей у віці до 18 років та 14,3 % осіб у віці 65 років та старших.
Цивільне працевлаштоване населення становило 2102 особи. Основні галузі зайнятості: освіта, охорона здоров'я та соціальна допомога — 25,6 %, роздрібна торгівля — 14,4 %, виробництво — 12,7 %.